# Маленький вчитель
Маленький вчитель (англ. The Little Teacher) — американська короткометражна кінокомедія Мака Сеннета 1915 року з Роско Арбаклом в головній ролі.

## Сюжет
Мейбл влаштовується на роботу вчителькою в сільську школу. Але її учні виявляються справжніми хуліганами.

## У ролях
- Мейбл Норманд — маленька вчителька
- Оуен Мур — наречений вчительки
- Роско ’Товстун’ Арбакл — товстий хуліган
- Мак Сеннет — худий хуліган
- Боббі Данн — третій хуліган
- Френк Опперман — адміністратор школа
- Джо Бордо — студент
- Біллі Броуелл — мама третього хулігана
- Хью Фей — бородатий провінціал
- Френк Гейз — бородатий провінціал